# Alpi Bernesi Occidentali
Le Alpi Bernesi Occidentali (in tedesco Westberner Alpen) sono la parte occidentale delle Alpi Bernesi. Si trovano in Svizzera  tra il Canton Vallese ed il Canton Berna. Sono separate dal resto delle Alpi Bernesi dal Passo Gemmi.

## Classificazione
La SOIUSA vede le Alpi Bernesi Occidentali come un settore delle Alpi Bernesi in senso stretto e le vede formate dall'unico supergruppo: Catena Wildhorn-Wildstrubel.
Nel dettaglio la classificazione della SOIUSA è la seguente:
- Grande parte = Alpi Occidentali
- Grande settore = Alpi Nord-occidentali
- Sezione = Alpi Bernesi
- Sottosezione = Alpi Bernesi in senso stretto
- Settore = Alpi Bernesi Occidentali
- Supergruppo = Catena Wildhorn-Wildstrubel
- Codice = I/B-12.II-F

Il CAS le vede come uno dei cinque settori in cui suddivide le Alpi Bernesi.

## Delimitazioni
Ruotando in senso orario le Alpi Bernesi Occidentali hanno i seguenti limiti geografici: Passo Gemmi, torrente Dala, fiume Rodano, Sion, torrente Morge, Colle del Sanetsch, Gsteig, Norwestseite des Chlys Hüri, Stigellegi, Bummeregrat, Adelboden, Bunderchrinde, torrente Schwarzbach, Passo Gemmi.

## Suddivisione
Secondo la SOIUSA le Alpi Bernesi Occidentali sono suddivise in due gruppi e due sottogruppi
- Gruppo Wildstrubel-Lohner (15)
  - Gruppo del Wildstrubel (15.a)
  - Gruppo del Lohner (15.b)
- Gruppo del Wildhorn (16)

## Vette principali

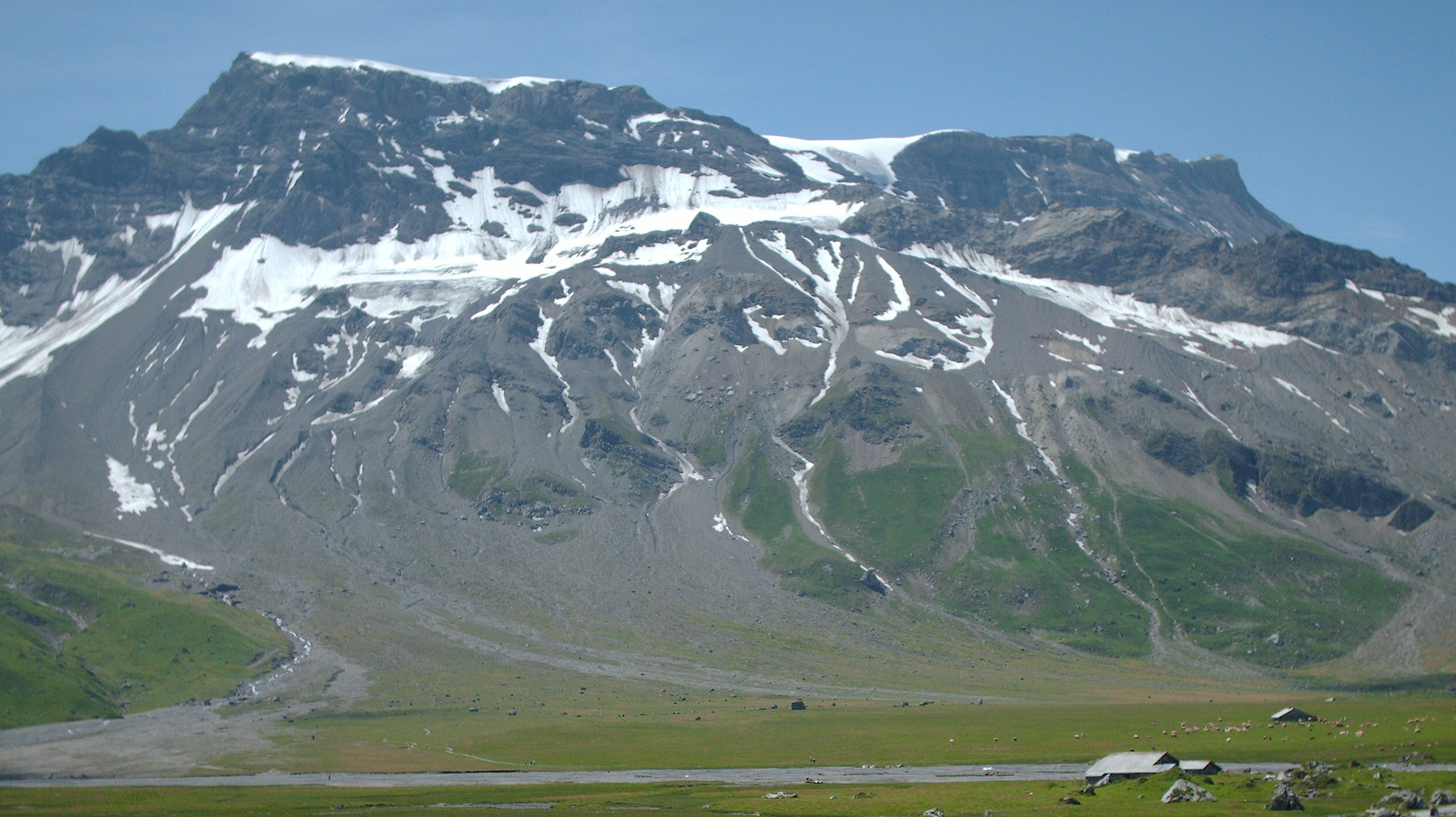
Il Wildstrubel.

Le montagne principali delle Alpi Bernesi Occidentali sono:
- Wildhorn - 3.248 m
- Wildstrubel - 3.243 m
- Schneehore - 3.178 m
- Steghorn - 3.146 m
- Lohner - 3.048 m
- Arpelistock - 3.035 m
- Mont Bonvin - 2.995 m
- Schnidehorn - 2.937 m
- Sex Rouge - 2.884 m
- Spitzhorn - 2.807 m
- Niesehorn - 2.776 m